# Castell d'Argentera
El castell d'Argentera és un castell del municipi de Vilanova de Meià (Noguera) declarat bé cultural d'interès nacional.
Les seves restes són situades al cim de la carena d'un serrat, arran del cingle, damunt del riu Boix, en una de les entrades, la del sud, de la conca de Meià.

## Història
Les primeres notícies del lloc d'Argentera són de l'any 1068, en què el prevere Eldomar disposà en el seu testament de diversos béns situats a Argentera. Aquest castell apareix amb dos noms, el d'Argentera i el de Tancalaporta. Amb aquest nom es documenta l'existència d'una torre l'any 1139, quan Guinedells i el seu fill Pere Joan donaren a Santa Maria de Meià un alou en el lloc anomenat Tancalaporta, amb una torre, la meitat de les cases i tota l'heretat que hi tenien. El 1193, en el testament de Guillem de Meià apareix el castell d'Argentera que havia de tenir Guillem d'Abella, el qual havia de donar potestat al seu nebot Ramon de Cervera. El castell continuà vinculat a la família Cervera-Meià. Així l'any 1311, Dolça de Cervera el donà perpètuament al seu fill Pere d'Ayerbe. Aquest, el 1312, permutà al rei Jaume II tots els seus béns situats a Catalunya. La monarquia hi amplià els seus drets el 1314 en comprar el comtat d'Urgell als marmessors del comte Ermengol X. Per pagar, el rei empenyorà als mateixos marmessors diversos llocs i castells del comtat. Un dels marmessors, Berenguer d'Alòs que es presentava pel feu que tenia a Argentera. No sabem si el castell d'Argentera seguí les vicissituds que el castell de Meià tingué per la seva vinculació al marquesat de Camarasa. El 1427, el rei Alfons IV signà haver rebut els 10 000 florins que la Seu d'Urgell l'hi devia amb motiu de la venda de diversos castells de la conca de Meià feta el 1414, entre ells Argentera. Durant la guerra civil entre el rei Joan II i la Generalitat, el castell d'Argentera i la seva castlania estigueren en mans de Juan de Luna per donació del rei el 1462.
En el moment de l'abolició dels senyorius jurisdiccionals al segle xix, Argentera depenia d'un noble anomenat Capaccio, segurament dels comtes de Capaccio de Nàpols. No hi ha cap més referència dels drets de capítol de la Seu d'Urgell.
A mitjan segle xvii, deia Roig i Jalpí: «En Argentera hay un castillo a manera de Torre quadrada, el qual se llama el Castillo de tanca la porta».

## Arquitectura
Sembla que tenia una forma allargada i s'estenia al llarg del cingle que s'alça damunt del riu. Tenia una longitud d'uns 10 m. de sud a nord, i una amplada de poc més de 4,5 m. A l'extrem nord hi ha restes d'una paret arrodonida: 7 filades de carreus més aviat petits i allargats (15 cm X 30 cm), units amb morter de calç. El gruix del mur era d'uns 120 cm. No sembla pas, però, que hi hagués cap torre circular. A la banda meridional hi ha un altre fragment de mur, que forma un angle obtús; segurament és fruit d'una reconstrucció posterior. Tota la part situada a l'interior dels murs perimetrals del castell resta enclotada, fet que permet delimitar d'una manera aproximada per on passava la paret oriental. Pel que s'ha conservat sembla que podria ser un petit castell feudal del s. XI.